# 8159 Fukuoka
8159 Fukuoka (1990 BE1) là một tiểu hành tinh vành đai chính được phát hiện ngày 24 tháng 1 năm 1990 bởi K. Endate và K. Watanabe ở Kitami.